# Mark Pieth
Mark Pieth (* 9. März 1953 in Basel) ist ein Schweizer Rechtswissenschaftler und Antikorruptionsexperte.
Nach seinem Jura-Studium in Basel arbeitete er zunächst einige Jahre im Schweizer Bundesamt für Justiz. Von 1993 bis zu seinem Ruhestand am 1. August 2020 war er Ordinarius für Strafrecht und Kriminologie an der Universität Basel. Er war 2004 in der Volcker-Kommission im Zusammenhang mit dem Öl-für-Lebensmittel-Programm tätig. Von 1989 bis 2013 war er Vorsitzender der OECD-Arbeitsgruppe zur Bekämpfung der Korruption.
Von 2011 bis 2013 war er Vorsitzender der unabhängigen Kommission für Governance bei der FIFA. Eine Aufgabe dieser Kommission war, die FIFA zu reformieren und ihr zu mehr Glaubwürdigkeit zu verhelfen. Pieth beschuldigte dabei zahlreiche hochrangige Funktionäre, die Erneuerung der FIFA massiv zu behindern.
Von April bis Anfang August 2016 war Pieth Mitglied eines von der Regierung Panamas eingesetzten Expertengremiums, das nach dem Skandal um die Panama Papers Vorschläge für eine verbesserte Transparenz der Finanz- und Rechtssysteme des Landes erarbeiten sollte. Gemeinsam mit dem Leiter des Gremiums, Joseph Stiglitz, zog er sich aus Protest daraus zurück mit der Begründung, die Regierung habe die Arbeit der Kommission zu beschränken versucht.
2020 eröffnete er ein Anwaltsbüro, das auf Gutachten in internationalen Verfahren spezialisiert ist.
Nach dem Beginn des russischen Aggressionskrieges gegen die Ukraine im Februar 2022 zeigte sich Pieth wiederholt als Kritiker der schweizerischen Neutralitätspolitik. Er schlug unter anderem vor, dass in der Schweiz aufgrund der internationalen Sanktionen eingefrorene Oligarchenvermögen enteignet werden könnten, wenn man sie als Vermögen krimineller Organisationen einstufe. Die beschlagnahmten Gelder sollten dann für den Wiederaufbau der kriegszerstörten Ukraine verwendet werden.

## Werke (Auswahl)
- mit Kathrin Betz: Seefahrtsnation Schweiz. Vom Flaggenzwerg zum Reedereiriesen. Salis, 2022, ISBN 978-3-03930-033-4.
- Goldwäsche – die schmutzigen Geheimnisse des Goldhandels. Elster & Salis, Zürich 2019, ISBN 978-3-906195-93-3.
- Gold Laundering - the Dirty Secrets of the Gold Trade - And How to Clean Up. Elster & Salis, Zürich 2019, ISBN 978-3-906195-95-7.
- mit Stefan Trechsel (Hrsg.): Schweizerisches Strafgesetzbuch - Praxiskommentar. 3. Auflage. Dike, Zürich 2018, ISBN 978-3-03751-939-4.
- mit Fritz Heimann: Confronting corruption: past concerns, present challenges, and future strategies. Oxford University Press, New York 2018, ISBN 978-0-19-045834-8.
- Strafrecht Besonderer Teil. 2. Auflage. Helbing Lichtenhahn Verlag, Basel 2018, ISBN 978-3-7190-3970-7.
- mit Stefan Trechsel und Peter Noll: Schweizerisches Strafrecht. Allgemeiner Teil I. 7. Auflage. Schulthess Juristische Medien, Zürich 2017, ISBN 978-3-7255-6594-8.
- Schweizerisches Strafprozessrecht. 3. Auflage. Helbing Lichtenhahn Verlag, Basel 2016, ISBN 978-3-7190-3778-9.
- Wirtschaftsstrafrecht. Helbing Lichtenhahn Verlag, Basel 2016, ISBN 978-3-7190-3655-3.
- Strafrechtsgeschichte. Helbing Lichtenhahn Verlag, Basel 2015, ISBN 978-3-7190-3557-0.
- mit Lucinda A. Low und Nicola Bonucci: The OECD convention on bribery: a commentary: a commentary on the convention on combating bribery of foreign public officials in international business transactions of 21 November 1997. 2. Auflage. Cambridge University Press, Cambridge 2014, ISBN 978-1-107-03574-4.
- Reforming FIFA. Dike, Zürich 2014, ISBN 978-3-03751-626-3.
- Collective Action. Innovative Strategies to Prevent Corruption. Dike, Zürich 2012, ISBN 978-3-03751-474-0.
- Harmonising Anti-Corruption Compliance. the OECD good practice guidance 2010. Dike, Zürich 2011, ISBN 978-3-03751-390-3.
- Anti-Korruptions-Compliance. Praxisleitfaden für Unternehmen. Dike, Zürich 2011, ISBN 978-3-03751-365-1.